# Palazzo Durini Caproni
Palazzo Durini Caproni, è un palazzo storico di Milano situato in via Durini n. 24.

## Storia e descrizione
Il palazzo fu commissionato nel 1645 da don Giovan Battista Durini conte di Monza, il progetto fu assegnato al Richini, all'epoca tra gli architetti più in vista della Lombardia: il palazzo è uno dei maggiori esempi di edilizia secentesca della città. La facciata, come da tradizione cittadina, è piuttosto sobria e lineare se comparata alle coeve architetture barocche delle altre città d'Italia ed è centrata su un portale d'ingresso monumentale in bugnato che sorregge un'altrettanto monumentale balconata del piano nobile, dove i finestroni decorati con timpani triangolari e curvilinei alternati sono decorati con sostegni alla base a forma di mascherone; tale decorazione viene ripresa nella cornice.
Decisamente degni di nota sono gli interni: salendo dallo scalone d'onore decorato in marmo rosso di Verona al piano nobile, si entra nell'antisala decorata a trompe-l'œil, mentre superando una serie di stanze di passaggio decorate con medaglioni dipinti si arriva al salone d'onore affrescato con il Trionfo di Eros da Melchiorre Gherardini, operarono nel palazzo i maggiori artisti lombardi del tempo tra cui i Nuvolone, Ercole Procaccini, Stefano Maria Legnani detto il Legnanino e gli stessi artisti che per volontà dei Durini decorarono il Duomo di Monza, feudo duriniano; sempre al piano nobile si possono ammirare i soffitti lignei intagliati e dorati. Il Palazzo conteneva la ricca collezione Durini che vanta una delle quadrerie più importanti del nord Italia, e una delle più importanti collezioni di arazzi in Europa tra cui vi era la serie dei putti giardinieri donata al cardinale Carlo Francesco Durini nunzio apostolico Parigi da Luigi XV re di Francia, ora conservati presso il Palazzo Braschi di Roma.
Durante l'occupazione spagnola vi risiedeva ospite dei Durini il governatore spagnolo Guzmán Ponce de León, al quale i Durini aggiunsero un balconcino ad una finestra del suo appartamento che guardava verso la via Durini per poter parlare ai milanesi, alla fine del dominio spagnolo il balcone fu trasferito sulla torre del Castello Durini in Fabbrica Durini in provincia di Como.
Tra il 1921 e 1922 fu venduto da Paola Durini a Senatore Borletti che lo vendette nel 1925 a Gianni Caproni. Quest'ultimo già occupava fin dal 1916 gli appartamenti rivolti verso il giardino. In seguito fu restaurato da Timina Caproni, moglie di Gianni. Durante i bombardamenti della Seconda guerra mondiale l'edificio non fu direttamente colpito ma subì comunque dei danni da una bomba esplosa nelle vicinanze. Dopo la morte di Gianni Caproni fu affittato. Fu sede le Circolo la Rinascente - Upim dal 1945 al 1982. Risultava ancora in possesso della famiglia Caproni fino al 1980.